# 世界一家親
《世界一家親》是華視教育文化頻道社會教育節目之一，主要是教導外籍勞工中文的注音符號及國字等。主要的對象是泰國、越南、菲律賓，以及印尼等外籍新娘或勞工等；每集節目長達三十分鐘。

## 歷屆節目主持人
- 中國廣播公司節目主持人楊月娥與越南人阮氏香山；
- 名主持人眭澔平及Melody。

## 節目概要
- 楊月娥與阮氏香山教導國字的注音符號。
  - 如「紅綠燈」（ㄏㄨㄥˊ　ㄌㄩˋ　ㄉㄥ）
  - 　「馬路」（ㄇㄚˇ　ㄌㄨˋ）
- 教導注音符號的念法與寫法。
- 其注音符號加以延伸應用。
- 透過圖片或實物影片，了解該詞的意思。
- 也會顯示出該國字的泰語、越南語，以及菲律賓語為何。

- 眭澔平與Melody教導國字的拼音與寫法。
  - 如「台灣」這個詞的注音符號，及寫法。
- 教導國字的筆劃順序。
- 同樣也會透過圖片或實物影片，了解該詞的意思。
- 一個字的延伸應用，如「臺」→臺北、臺灣。

## 類似節目
- 天天都是讀書天